# 한국예술종합학교

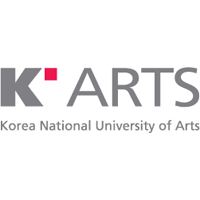

한국예술종합학교(韓國藝術綜合學校, Korea National University of Arts)는 대한민국 문화체육관광부 소속의 국립특수대학이다. 1993년 국가정책 차원에서 예술 실기 및 이론의 전문적인 교육을 통해 역량 있는 예술인을 양성하는 것을 목표로 설치령을 제정하여 개교한 4년제 국립 특수대학교로, 문학, 음악, 미술, 무용, 연극, 영화 등의 예술교육을 실시하고 있다.

## 설립
문화체육관광부에서 운영하는 4년제 국립 각종학교로서 기원은 노태우 대통령이 대선 당시 내건 '대한민국 문화발전 10년 계획' 중 '세계적 국립예술대학 설립 공약'이다. 이를 추진하는 과정에서 1990년 12월 25일 문화부 발전계획에 포함된 전문화된 국립예술대학으로의 설립이 계획되었고 1991년 12월 30일 '한국예술종합학교설치령 대통령령'이 제정 및 발효되었다. 1992년 10월 30일 직제를 확정하고 교학처와 사무국을 설치함으로써 정식으로 개교하였고 그해 11월에 초대로 이강숙 총장이 부임하였으며 이후 1993년 음악원 개원을 시작으로 이후 연극원, 영상원, 무용원, 미술원, 전통예술원 차례대로 개원하였다.

### 교명 변경
1999년 법 제정을 통해 국립예술대학교로 교명을 변경하려 헀으나 여러 이해관계(한예종을 고등학교로 입학,졸업하는 학생들이 있기때문이다)로 인해 법안이 폐기되었고 현재까지도 한국예술종합학교라는 명칭을 그대로 사용하고 있다.

### 학교 이전
조선왕릉이 유네스코 세계문화유산으로 지정됨에 따라 문화재청은 왕릉 복원 계획을 세웠고 석관동 캠퍼스 인근에 위치한 의릉도 이 계획에 포함되었다. 따라서 문화재청 소유의 부지를 임차해 사용하는 석관동 캠퍼스 별관 지역은 이전이 불가피해졌다. 이에 한국예술종합학교는 석관동 캠퍼스와 서초동 캠퍼스, 대학로 캠퍼스를 통합하여 이전하는 방안을 마련하고 있다. 서울특별시 송파구, 경기도 과천시, 고양시 등이 후보지로 거론되고 각 지자체가 유치전을 펼치고 있으나 구체적인 계획이 나온 것은 없다.

## 특징
대한민국 최고의 예술 대학교로서 정부의 대대적인 지원하에 예술인을 양성하여 대한민국의 문화산업발전에 이바지한다는 평가를 받고 있다. 학생 개인의 충분한 창의적 재능이 발견되지 않는다면 정원에 미달되어도 선발하지 않는 원칙을 통해 창의적 신인재를 발굴해낸다는 독특한 입시제도는 진정한 예술적 재능과 잠재적 가능성을 펼치도록 도와주는 역할을 해내고 있다. 창조적 소수를 지향하는 교육 철학으로 짧은 역사에도 불구하고 국내 대학과의 경쟁을 뛰어넘어 세계정상급 수준이라는 평가를 받고 있으며, 유학 없이 세계 최정상급의 예술 교육을 받을 수 있도록 한다는 설립취지답게 각종 국제 대회에서 영국왕립음악학교, 줄리아드 스쿨, 카네기 멜론 대학, 파리국립음악원 학생들과 어깨를 나란히 하고 우수한 수상 실적을 보여주고 있다. ALIA를 결성하여 국제교류도 하고 있다.

## 편제
1998년 정부조직법 개정으로 한국예술종합학교의 소관 부처가 교육부에서 문화체육관광부로 변경됐다. 1999년 학칙개정으로 예술사 과정을 졸업하면 학사학위에 준하는 예술사 증서가 수여되고, 예술전문사 과정을 졸업하면 석사 학위에 상응하는 예술전문사 증서를 수여하게 되었다. 다만 고등교육법에서 정의하는 대학 지위를 가지고 있지 않기 때문에 학사,석사,박사 과정은 존재하지 않는다.

### 학과
| 원         |                                                       | 예술사 (학사)                    | 예술사 (학사) |
| 원         | 실기과                                                | 이론과                           |               |
| 음악원     | 성악과 · 기악과 · 작곡과 · 지휘과 · 음악테크놀러지과  | 음악학과                         |               |
| 연극원     | 극작과 · 무대미술과 · 연기과 · 연출과                 | 연극학과 · 연극학과 예술경영전공 |               |
| 영상원     | 영화과 · 방송영상과 · 멀티미디어영상과 · 애니메이션과 | 영상이론과                       |               |
| 무용원     | 실기과 · 창작과                                       | 이론과 · 이론과 예술경영전공     |               |
| 미술원     | 조형예술과 · 디자인과 · 건축과                        | 미술이론과                       |               |
| 전통예술원 | 음악과 · 무용과 · 연희과 · 한국음악작곡과             | 한국예술학과                     |               |

| 원         |                                                                                          | 예술전문사 (석사) |
| 원         | 학과                                                                                     |                   |
| 음악원     | 오페라과 · 가곡 및 오라토리오과 · 기악과 · 작곡과 · 음악테크놀러지과 · 지휘과 · 음악학과 |                   |
| 연극원     | 극작과 · 무대미술과 · 연기과 · 연출과 · 연극학과                                         |                   |
| 영상원     | 영화과 · 방송영상과 · 멀티미디어영상과 · 애니메이션과 · 영상이론과                       |                   |
| 무용원     | 실기과 · 창작과 · 이론과 · 예술경영과                                                    |                   |
| 미술원     | 조형예술과 · 디자인과 · 건축과 · 미술이론과                                              |                   |
| 전통예술원 | 음악과 · 무용과 · 연희과 · 한국예술학과                                                  |                   |
| 협동과정   | 음악극창작과                                                                             |                   |

## 위치
석관동 캠퍼스에는 대학 본부, 영상원, 미술원, 전통예술원, 연극원이 있고 서초동 캠퍼스에는 음악원과 무용원이 있다. 대학로 캠퍼스에는 한국예술영재교육연구원, 한국예술영재교육원, 한국예술연구소 등 부속시설이 있다.
- 석관동 캠퍼스: 서울특별시 성북구 화랑로32길 146-37
- 서초동 캠퍼스: 서울특별시 서초구 남부순환로 2374
- 대학로 캠퍼스: 서울특별시 종로구 창경궁로 215

## 부속 시설

### 한국예술영재교육원
한국예술영재교육원은 2008년 8월 영재교육진흥법 제8조에 근거하여 한국예술종합학교 부설로 설립되었다. 현재 국가 차원의 예술영재 조기 발굴 및 양성체계 구축을 설립목적으로 음악, 무용, 전통예술분야의 우수한 학생들(초3~고3)을 전액 장학금으로 교육하고 있는 기관이다.
설립목적
- 잠재력 있는 예술영재의 조기 발굴 및 양성
- 예술영재 양성 체계 구축 및 양질의 예술영재교육 도모
- 한국예술종합학교의 예술교육을 활용한 예술영재교육의 모범사례 정립

교육개요
- 음악(기악, 성악, 작곡)
- 발레
- 전통예술(음악(기악, 성악), 무용, 연희)

교육대상
각 분야의 예술적 잠재력과 발전 가능성이 뛰어난 전국의 초·중·고등 학령기 아동 및 청소년 (분야 및 세부 전공에 따라 다름)
한국예술영재교육원 홈페이지

### 음악원

#### 고음악연구소
2005년 설립된 음악원 부설 고음악연구소. 한국의 여러 음악 분야중 고음악 분야는 극히 제한적으로만 연구되고 있어 오자경소장(한예종 음악원 기악과 교수)을 중심으로 고음악에 대한 많은 연구가 활발히 이루어지고 있다. 매해 고음악에 대한 특강이 이루어지고 있으며 헤이그 음악 왕립 음대 학장인 Jan Kleinbussienk, Brabant Conservatorium 소속 “칸투스 모달리스”의 리더인 Dr. Rebecca Stewart의 특강과 일본의 바로크 댄스 전문가인 호나미 코가와 기요타카 야요시를 초청하여 바로크 시대의 춤과 음악에 대한 워크샵 등이 이루어지기도 하였다.

#### 컴퓨터음악연구소
음악원 부설 컴퓨터 음악 연구소는 컴퓨터를 사용한 음악 및 음향을 연구하며 알고리즘, 컨트롤링등 다양한 컴퓨터 환경을 연구하고 있다. 주요 사업으로는 경주 문화 EXPO 2000의 가상현실과 영상음악 및 음향 작업(KIST 협력 사업), 벤처 기업인 OrAndIf와의 논리 게임 "하비스의 진자” 음향 및 음악 제작, LG 전자의 핸드폰 벨 소리 개발 등 산학협력 프로젝트들이 있으며, MBC Radio PD 및 음향 기술자 연수 등의 교육 사업도 수행했다.
또한 한국전자음악협회와 긴밀한 관계를 유지하고 있는 본 연구소는 ACC 2008(Osaka Geidai) 초청 음악회, Next Wave Concert 2008(KNUA) 등 컴퓨터음악 공연 활성화에도 기여하고 있다.

#### 한국작곡가연구소
무용원 부설 한국작곡가연구소는 창작음악에 대해 체계적인 관리가 안되는 현실에 맞춰 음악을 창작하는 작곡가들에 대한 분류, 연구, 교육분야를 중점으로 활동하고 있다.

### 연극원

#### 극단 돌곶이
극단 돌곶이는 연극원 부설 극단으로 연극원에서 수학한 많은 학생들이 모체가 되어 문화 소외지역이나 일반인들에게 학교에서 배우고 경험한 다양한 능력을 사람들에게 보여주고 문화적 체험을 가질 수 있도록 하고 있으며 해외 각 국 연극학교, 학과와 교류하며 해외 연극제에도 참여하여 한국 연극계를 알리는 데에도 많은 노력을 하고 있다. 2001년 창단 준비공연 <봄이 눈뜰때>(베데킨트 작/조태준 연출)를 예술의전당 토월극장에 올리기 시작하여 2002년 창단공연 <우리나라 우투리>(김광림 작/연출)를 예술의전당 자유소극장 올렸으며, 그 후 <미생자>(윤영선 작/이상우 연출), <쑥부쟁이>(추민주 작/연출), <거울공주 평강이야기>(최은이, 민준호 작/민준호 연출), <김종욱 찾기>(장유정 작/연출), <다리, The Bridge>(Peter. W. Willson 작/연출), <무거운 물>(윤정섭 작/연출), <비무장지대로 날아간 새>(Eli Simon, 김석만 각색/연출), (David Pledger 각색/연출), <당신이야기>(고재귀 작/김현우 연출), <당신의 의미>(김태형 작/이종성 연출), <모범생들>(지이선 작/김태형 연출), <바람속에 던져진 꽃>(이지홍 작/조규상 연출)을 공연하였다.

### 무용원

#### 세계민족무용연구소
국가 문화정책에 기여하고 선도적 역할을 담당하기 위한 연구기관으로, 세계 각 국의 민족무용연구와 교류를 통해 우리 민족무용의 정체성을 확립하고 이를 발전시켜 학술적 체계를 정립함과 아울러 세계민족무용공연 활성화를 도모하기 위하여 2000년 9월 6일 개소한 연구기관이다.

##### 연혁
세계무형문화재 초청공연 시리즈
- 1999년  9월 ‘일본 전통무용 노가쿠’ 초청공연
- 2000년  6월 인도사원예술의 진수 ‘쿠티야탐’ 한국 초연
- 2001년  6월 필리핀 민족무용 ‘신화 역사 그리고 통과의례의 몸짓’
- 2002년  6월 ‘모쓰지(毛越寺) 엔넨(延年)의 춤’
- 2003년  5월 ‘동양 춤 속의 여형’
- 2004년  5월 ‘경극, 그 우아한 격정의 세계’
- 2004년  5월 ‘천상의 무용, 방글라데시’
- 2005년  5월 일본 무용 ‘우아함과 화려함, 그 양면성의 조화’
- 2006년  5월 인도 무용 ‘떼얌: 고대 인도의 무속 춤’
- 2007년  5월 캄보디아 왕립무용단 ‘땅과 물, 자연 속의 몸짓’
- 2008년  5월 몽골 국립가무단 Tumen-Ekh ‘초원의 이야기’
- 2009년  7월 일본 무용: 축제의 꿈 ‘에도 사토카구라’ 와카야마 다네오
- 2010년  8월 인도 무용: 신화의 몸짓 ‘카타칼리 Khatakali’
- 2011년  9월 중국 소수 민족 춤 ‘불과 바람, 화합의 춤’
- 2012년  9월 오키나와 류큐 궁중 무용: 남국의 풍정
- 2013년  9월 열대의 풍요로움, 신명고 환열의 춤: 말레이시아 민족무용
- 2014년  9월 세계 민족무용의 몸말

한국 전통 무용 국내 및 국외 공연
- 2000년 10월 한국 전통 명무전 시리즈 ‘진주명무전’
- 2003년  9월 미국 L.A. ‘불교 무용, 음악과의 만남’ 공연
- 2004년 11월 미국 L.A. ‘불교 무용, 음악과의 만남’ 공연
- 2005년  9월 UCLA ‘세계종교음악축제’
- 2005년 10월 한･일 명류(名流) 무용 감상회 및 한국 음악 감상회
- 2006년  6월 순조 무자년 연경당 진작례 재현 행사 1차(창덕궁 연경당)
- 2007년  2월 필리핀 국립대학 한국 불교 무용과 음악공연
- 2007년  6월 순조 무자년 연경당 진작례 재현 행사 2차(창덕궁 연경당)
- 2008년 10월 순조 무자년 연경당 진작례 재현 행사 3차(창덕궁 연경당)
- 2009년  9월 순조 무자년 연경당 진작례 재현 행사 4차(창덕궁 연경당)
- 2009년  9월 세계민족무용연구소 개소 10주년 기념행사 ‘․참 춤’

한･일 전통문화 교류
- 2000년  9월 ‘하야치네카구라 오오츠구나이’	-국립국악원 우면당
- 2000년 12월 한･일 고전예능제 2000		-요코하마 노가쿠도
- 2001년  3월 일본 고전예능 ‘분라쿠(文樂)’	-한예종 크누아홀
- 2001년  5월 인간문화재 한국고전예능		-시츠오카 음악당
- 2001년 10월 일본 고전예능 ‘노(能)’ 워크숍 및 공연 -한예종 크누아홀
- 2001년 12월 한일 고전예능제 2001-국립국악원 예악당, 요코하마 노가쿠도
- 2002년  8월 한일 고전예능제 2002-국립국악원 예악당, 요코하마 노가쿠도
- 2008년 11월 세계교류공연 ‘한･일 고전예능의 명작’-일본 요코하마 노악당
- 2010년  8월 한국문화원 요츠야 청사 개원 1주년 공연 ‘한국의 풍경 : 한국 전통 예술과 未完의 大器들 -도쿄 한국문화원 한마당 홀

세미나, 심포지엄, 전시회 개최
- 2001년 12월 북한공훈예술가 리철우 초청 특별 세미나
- 2003년  5월 제1회 민족무용 사진전시회 개최
- 2004년  5월 한･중･일 궁중무용의 변천과 전승 국제학술회의
- 2006년  8월 한국 근･현대 전통무용의 변천과 전승: ｢육화대｣･｢처용무｣ 복원공연을 중심으로 학술발표회
- 2012년  5월 한국연구재단 대학중점연구소 심포지엄 : 동아시아 전통 춤이란 무엇인가
- 2012년 11월 한국예술종합학교 무용원 연합 국제 심포지엄
- 2013년  5월 한국연구재단 대학중점연구소 심포지엄 : 동아시아 악무사상과 의례
- 2014년  5월 한국연구재단 대학중점연구소 심포지엄 : 일본 전통 악무와 의례문화
- 2014년  9월 개소 15주년 기념 심포지엄 : 전통문화 재연과 문화콘텐츠를 위한 담론

학술지 발간
- 2002년  8월 민족무용 1호 발간
- 2002년 12월 민족무용 2호 발간
- 2003년  7월 민족무용 3호 발간
- 2003년 12월 민족무용 4호 발간
- 2004년  8월 민족무용 5호 발간
- 2004년 12월 민족무용 6호 발간
- 2005년  2월 민족무용 7호 발간
- 2005년  8월 민족무용 8호 발간
- 2006년  2월 민족무용 9호 발간
- 2006년  8월 민족무용 10호 발간
- 2007년  2월 민족무용 11호 발간
- 2007년 11월 민족무용  12호 발간
- 2009년  5월 민족무용 13호 발간
- 2010년 12월 민족무용 14호 발간
- 2011년  6월 민족무용 15호 발간
- 2012년  8월 민족무용 16호 발간
- 2013년  8월 민족무용 17호 발간
- 2014년  8월 민족무용 18호 발간

연구 총서 및 자료집 발간
- 2001년 12월 아시아 무용 음악 자료 해제집 발간
- 2005년  6월 학술총서: 1 완역집성 정재무도 홀기 발간
- 2005년  7월 학술총서: 2 한국 전통무용의 변천과 전승 발간
- 2006년 11월 학술총서: 3 국역 순조무자진작의궤 발간
- 2009년  9월 학술총서: 5 순조조 연경당 진작례 발간
- 2011년  8월 학술총서: 4 전통 무용의 변모와 현대적 계승 발간
- 2012년  7월 학술총서: 8 춘앵전 발간
- 2012년  7월 학술총서: 9 처용무 발간
- 2014년  6월 학술총서:10 일본 예악무의 융합적 연구 발간
- 2014년  6월 학술자료집: 1 한국여악자료집-조선왕조실록편 발간
- 2014년  6월 학술자료집: 2 선진악론집요 발간
- 2014년  6월 학술자료집: 3 양한악론집요 발간

석학 초청 특강
- 2006년 10월 김지하 석좌교수 특강 ｢브랜드로서의 한류｣
- 2006년 11월 김지하 석좌교수 특강 ｢정신적 항체: 문화자본주의｣
- 2006년 12월 김지하 석좌교수 특강 ｢한류: 리얼리즘｣
- 2007년  3월 김지하 석좌교수 특강 ｢문화의 시대: 미학적 사유Ⅰ｣
- 2007년  4월 김지하 석좌교수 특강 ｢문화의 시대: 미학적 사유Ⅱ｣
- 2007년  5월 김지하 석좌교수 특강 ｢문화의 시대: 미학적 사유Ⅲ｣
- 2007년  6월 김지하 석좌교수 특강 ｢유･불･도의 전통 미학｣

연구과제 수행
- 2003년  8월 한국학술진흥재단 기초학문육성지원사업 인문사회분야 선정
- 2011년 12월 한국연구재단 대학중점연구소 선정(2011.12-2020.8)

## 사건·사고 및 논란

### 한예종 사태
직접적으로는 '황지우 총장의 퇴출과 그 과정에서 일어난 일련의 소요 사건'들을 일컫는다. 그리고 그 내막에 대해 진보계에서는 다음과 같이 보고 있다. 1990년대 초 한국예술종합학교 개교 이후 기존의 명문예술대학들이 점유하고 있던 대한민국 문화예술계의 독점적 지위는 차츰 누그러져가던 상황이었다. 이들 명문예술대학들은 자신들의 연대와 대립하는 한국예술종합학교에 대한 견제를 날로 강화해갔고 2008년 이명박 정부의 교육정책은 이들에게 더욱 힘을 실어주었다. 10년만의 정권교체 후 들어선 새 정부는 기존 문화 예술 기관장들의 교체를 시도하였으며 이에는 참여정부 말기 임명된 황지우 총장도 해당되었다. 따라서 한국예술종합학교의 총장을 새로운 사람으로 교체하고 한예종을 보수적 문화예술계가 원하는 방향으로 수정하고자 '한예종에 대한 대대적 감사'를 시도했다는 것이 진보 언론계의 분석이다. 새 정부와 뜻을 같이하는 보수적 문화단체들은 한국예술종합학교의 정체성에 대해서도 의문을 제기했다. 황지우 총장이 진보계의 입장을 대변하는 시인이었다는 점과 노무현 정부 시절 임명되었다는 점, 그리고 한예종의 주요 교수진들이 새 정부와 코드가 맞지 않다는 이유로 한국예술종합학교를 '좌파 엘리트의 온상'으로 지명하고 한예종 전체에 '좌파' 낙인을 찍어버리기에 이르렀다는 것이다. 이에 더해 이미 본교를 견제하기 위해 만들어진 기득권 명문예술대학 연합단체는 연일 '한예종 해체'를 주장하며 한예종의 기능을 축소시키려 했다는 것. 이러한 방침에 대한 저항으로 명맥을 유지하고 있지만 '우파 정권에서는 우파 총장이 나와야 한다'는 신재민 문화부 차관의 발언은 불난 집에 기름을 부은 격이 되었다. 감사상의 부적격 조건을 들어 퇴출된 황지우 총장에 이어 뉴라이트 싱크넷의 발기인을 맡았던 박종원 총장이 교수진 투표를 통해 취임하게 되었고 협동과정은 2011년부터 신입생을 모집하지 않게 되었다. 일단 총장의 사퇴와 문화부 감사 결과 이행으로 인해 현재는 한예종 사태가 일단락된 듯 보인다. 하지만 본교의 미래는 현 정부와 이해관계가 일치하는 기존 사학재단들의 기득권이 엄연한 현 시점에서, 그리고 매 정권마다 번번이 설치법 제정이 좌절된 이제까지의 상황에 비추어서도 그리 낙관적이지 않아 보인다는 전망이다. 그리고...

### 미래교육준비단 (U-AT Lab)의 발족과 해체

#### 발족
2007년 ‘유비쿼터스 시대’로 진입함에 따라 증가된 예술과 과학기술의 접속 기회를 예술교육의 차원에서 적극 활용하고자 다양한 분야 학문(Multi-disciplinary) 혹은 통섭(通攝)학문 연구 사업의 추진을 위해 2008년 3월 미래교육준비단을 만들었다. 이에 카이스트(한국과학기술원), 포항공대(포스텍)와 함께 U-AT(Ubiquitous-Art & Technology)와도 통섭 연구사업을 시작했다. 당초 계획에 따르면 U-AT사업은 우선 9개의 Lab을 통해 기초 연구를 시작하고 2010년에는 한예종 내에 ‘통섭원’ 과정을 설립하여 한예종의 축적된 예술 교육의 성과를 과학기술과 결합하여 창의적 예술인재를 양성한다는 것이었다. 4년으로 계획된 이 연구사업은 1차년인 2008년 40억의 국가 예산이 배정되어 이중 30여억원이 집행되었고 예술과 과학기술 통섭을 위한 국제 심포지움인 isAT2008 개최, 2008년 2학기 8개의 통섭시범교과 운영, 30여권의 교재및 연구 보고서, 총서 출간등의 성과가 있다. 참여 교수는 심광현(단장, AT-미디어 교육랩, 영상원 영상이론과교수), 전수환(부단장, 협동과정 예술경영과교수), 박현철(디지털 아카이빙랩, 영상원 영화과 교수), 이동연(예술과 놀이랩, 전통예술원 한국예술학과 교수), 양승무(예술과 놀이랩, 미술원 디자인과 교수), 윤정섭(U 스마트시티랩,연극원장), 박인석(몰입경험문화디자인랩, 미술원 디자인과 교수), 장재호(특수음향 알고리즘랩, 음악원 뮤직테크놀로지과 교수), 원일(디지털악가무랩, 전통예술원 음악과), 박세형(디지털모션그래픽스랩, 영상원 애니메이션과 교수), 진중권(객원교수, 예술과 놀이랩 자문교수)이 있다.

#### 해체
그러나 2008년 말 문화체육관광부의 결정에 따라 2009년 당초 예정된 예산 전액이 삭감되어 연구사업은 중지되었고 현재 협동과정내 단일 연구소(AT Lab)로 축소 5개의 시범교과를 운영중에 있다. 2008년 진행된 U-AT통섭사업에 대해 뚜렷이 드러난 성과가 약하거나 불확실하다는 것이 근거였다. 한편 2009년 5월 18일 문화체육관광부는 한예종에 대한 종합 감사 결과로 황지우총장의 중징계를 교육과학기술부에 요청, 한예종의 일부 학과 축소및 폐지, AT Lab 교육 사업 중지, U-AT 관련 교수 징계 등을 요구하였고 이에 대해 황지우 총장은 '정당한 학습권과 교권을 침해하는 반교육적 감사결과'임을 주장하며 2009년 5월 19일 총장직 사퇴를 선언하여 논란이 되었다. 한편 통섭교육 사업 추진 과정에서 빚어진 파행을 문제삼아 학교로부터 정직 3개월 처분된 심광현 교수가 2011년 4월 20일 서울행정법원에서의 행정소송에서 승소하여 1심 취소처분 판결을 받았다.

### 음악원 부정입학
2012년 4월 28일 서울지방경찰청 광역수사대는 음대 입시준비생들에게 불법으로 교습을 해 주고 자신이 근무하는 학교에 부정 입학시킨 혐의로 한국예술종합학교 음악원 이모 교수(44)를 구속했다고 밝혔다.
이 교수는 제자 김모씨(22)를 한예종 음악원에 입학시켜주는 김씨 부모로부터 합격 사례비 명목으로 총 2억6000만원을 챙긴 것으로 밝혀졌다. 또한 2010년 3월부터 10월까지 김씨를 상대로 시간당 15만원을 받고 40여 차례 불법 교습을 하는 등 2006년부터 지난해까지 한예종 음악원 입시생 13명을 상대로 불법레슨을 하고 4000만원 상당의 교습비를 챙긴 것으로 드러났다. 특히 실기시험 채점자였던 이 교수는 제자 19명에게 최고점을 줘 한예종 음악원에 최종 합격시키기까지 했던 것으로 밝혀졌다.

## 역대 총장
| 대수 | 임기        | 이름   |
| ---- | ----------- | ------ |
| 1대  | 1992 ~ 2002 | 이강숙 |
| 2대  | 1992 ~ 2002 | 이강숙 |
| 3대  | 1992 ~ 2002 | 이강숙 |
| 4대  | 2002 ~ 2006 | 이건용 |
| 5대  | 2006 ~ 2009 | 황지우 |
| 6대  | 2009 ~ 2013 | 박종원 |
| 7대  | 2013 ~ 2021 | 김봉렬 |
| 8대  | 2013 ~ 2021 | 김봉렬 |
| 9대  | 2021        | 김대진 |

## 같이 보기
- 한국의 미술
- 대한민국의 국립 대학 목록
- 대한민국의 대학 목록
- 대한민국의 교육